# Maksat
Maksat (12 maart 1990 - 21 december 2019) was een volbloed Akhal-Teke, die als cadeau diende van Saparmurat Niazov, oud-president van Turkmenistan, aan John Major, destijds prime minister van het Verenigd Koninkrijk. Het transport van de hengst kende de nodige hordes, maar was door kordaat optreden van Brits ambassadepersoneel succesvol. Maksat vond uiteindelijk een nieuw thuis in Wales, waar hij op nationaal niveau aan races deelnam en zorgde voor dertig nakomelingen.

## Downing Street, Londen
In het voorjaar van 1993 liet Niazov een ingelijste foto zien van een Akhal-Teke, die hij cadeau wilde doen aan Major onder de voorwaarde dat de ontvangende partij voor het vervoer zou zorgen. De Akhal-Teke is het nationale symbool van het Turkmenistan en een eeuwenoud ras. De paarden staan bekend om hun snelheid, uithoudingsvermogen en bestandheid tegen sterk wisselende klimaatomstandigheden, maar vragen veel individuele aandacht. Omdat Major gebonden was aan een maximumbedrag qua gaven, zou de Household Cavalry het diplomatieke geschenk ontvangen.

## De reis
Na zes maanden moeizame onderhandeling met de autoriteiten van Turkmenistan, de Russische paardenfederatie en quarantaine-ambtenaren van de EU door de derde secretaris van de Britse ambassade, Laura Brady, begon Maksat - onder protest, in de vorm van tegenstribbelen - de reis per trein van Asjchabad naar Moskou. De meereizende verzorgers werden onderweg beroofd, maar zij hadden slechts meloenen, aardappelen, uien en wortels meegekregen. Rusland verkeerde in december 1993 middenin de constitutionele crisis, en  personeel van de ambassade moest door het gevaarlijke Moskou op weg naar de plaats van quarantaine. Het loskrijgen van de paarden (er was een tweede Akhal-Teke meegereisd als cadeau voor François Mitterand) lukte slechts na het doorstaan van veel bureaucratie en het omkopen van enige beambten. De diplomatieke telegrammen van Brady werden zeer gewaardeerd in Whitehall en deze werden later onderdeel van een boek door Matthew Parris en Andrew Bryson.

## Verenigd Koninkrijk
Maksat bleek al snel te veel temperament te bezitten om bij de Household Cavalry te dienen, en werd naar een legerdepot in Melton Mowbray gestuurd, waar hij niet kon aarden. Er werd in 1996 contact gelegd met Lorna Jane-Winn, een kenner van het ras, die schrok van de conditie van het paard, maar Maksat overnam. Nadat hij naar haar manege in Wales werd overgebracht, sliep en at Maksat slechts gedurende enkele weken. Nadien leefde hij op en won prijzen zoals de British Showjumping and Performance Champion, was onderdeel van het nationale Welsh endurance team en kwalificeerde zich voor de Britse dressuur kampioenschappen. Onder Maksats dertig nakomelingen bevinden zich enkele kampioenen.